# Bộc Cố Hoài Ân
Bộc Cố Hoài Ân (giản thể: 仆固怀恩; phồn thể: 僕固懷恩; bính âm: Púgù Huái'ēn, ?-765) là tướng nhà Đường trong lịch sử Trung Quốc. Ông dự triều chính từ thời Đường Huyền Tông đến thời Đường Đại Tông và tham gia dẹp loạn An Sử.

## Thân thế
Bộc Cố Hoài Ân là người bộ tộc Bộc Cốt tộc Thiết Lặc. Năm 646, tổ tiên ông đã quy phục nhà Đường, được Đường Thái Tông phong làm Kim Vi đô đốc phủ. Đến đời cha và ông Hoài Ân đều được tập tước Đô đốc.
Bộc Cố Hoài Ân nối nghiệp cha, lấy hiệu là Đại tướng Tả lãnh quân.
Hậu nhân Hữu vũ vệ Đại tướng quân Ca Lạm Bạt Diên (歌滥拔延).

## Trong loạn An Sử

### Chiến đấu ở Hà Bắc
Loạn An Sử nổ ra (755), An Lộc Sơn tự xưng là Yên Đế chống nhà Đường. Bộc Cố Hoài Ân tham gia giúp nhà Đường đánh dẹp. Ông chiến đấu dưới quyền Quách Tử Nghi. Tháng 4 năm 756, Hoài Ân theo Quách Tử Nghi giành lại được 2 quận Vân Trung và Mã Ấp.
Trong khi ông theo Tử Nghi chiến đấu, con ông đi tiên phong bị địch bắt đã đầu hàng. Sau đó người con Hoài Ân trốn về, Hoài Ân liền bắt chém. Điều đó khiến quân sĩ dưới quyền ông rất cảm phục, ra sức chiến đấu hết mình.
Cuối năm đó ông mang quân tác chiến độc lập với quân Yên bị bại trận phải lui về sông Vị Thủy. Khi qua sông không có thuyền, đành ôm chiến mã lội qua, mất hơn nửa quân sĩ, tìm về với Quách Tử Nghi chỉnh đốn lại lực lượng.

### Tái chiếm kinh thành
Tháng 4 năm 757, Bộc Cố Hoài Ân theo Quách Tử Nghi và nguyên soái Lý Bảo đi thu hồi hai kinh Lạc Dương, Trường An.
Sau trận đầu bị thua, Đường Túc Tông mượn được 4000 quân Hồi Hột, giao cho Hoài Ân thống lãnh. Sang tháng 9 năm 757, Hoài Ân theo Tử Nghi tấn công Trường An lần thứ 2. Ngày 27 tháng 9, quân Đường kéo đến phía tây Trường An. An Thủ Trung và Lý Quy Nhân mang 10 vạn quân ra địch. Hai bên giao tranh giằng co mấy trận không phân thắng bại.
An Thủ Trung điều một cánh quân sang phía đông đánh vây bọc quân Đường. Quách Tử Nghi phát hiện, bèn sai Bộc Cố Hoài Ân (người Thiết Lặc, Hồi Hột) dẫn 4000 quân Hồi Hột ra giao chiến, giết hơn nửa quân Yên. Cánh quân Yên đi tập kích bị đánh bại. Quách Tử Nghi lại sai Hoài Ân vòng ra phía sau đánh úp quân Yên, đồng thời thúc tiền quân và trung quân cùng lúc tấn công ồ ạt. Sau hơn nửa ngày giao chiến, quân Đường giết 6 vạn quân Yên. Quân yên thua chạy vào thành Trường An rồi nhân lúc đêm tối hốt hoảng bỏ thành rút chạy.
Vua Yên là An Khánh Tự (con An Lộc Sơn) sai Nghiêm Trang mang quân từ Lạc Dương sang phía tây tiếp viện cho Trường An. Ngày 15 tháng 10, quân Đường đụng độ quân Yên ở Tân Điếm. Quân yên dựa vào núi bày trận, Quách Tử Nghi cho đại quân tấn công chính diện, còn Bộc Cố Hoài Ân mang quân Hồi Hột đánh úp phía sau. Thấy cánh quân chính diện yếu thế, Hoài Ân dẫn quân thần tốc tới Nam Sơn, đánh mạnh vào sườn quân Yên. Quân yên vốn sợ quân Hồi Hột, nên thấy quân Hồi Hột đến đều bỏ chạy. Quách Tử Nghi thừa cơ thúc 2 cánh quân chính diện tấn công ồ ạt. Quân yên thua to, Nghiêm Trang và các tướng dẫn tàn quân chạy về phía đông. Quách Tử Nghi dẫn quân truy sát.
An Khánh Tự được tin cánh quân chủ lực bị đánh bại rất sợ hãi, dẫn 300 kỵ binh và 1000 bộ binh bỏ Lạc Dương chạy về Nghiệp Thành. Ngày 18 tháng 10, quân Đường thừa thắng tiến vào Lạc Dương.

### Dưới quyền Lý Quang Bật
Năm 758, Bộc Cố Hoài Ân theo Quách Tử Nghi đi đánh An Khánh Tự ở Vệ châu thắng lợi. Ông luôn làm tiên phong dũng mãnh đi đầu, đánh bại quân Yên. Do lập công ông được phong làm Đô tri binh mã sứ.
Sang năm 759, Quách Tử Nghi cùng các Tiết độ sứ thất bại ở Nghiệp Thành dưới tay Sử Tư Minh, bị hoạn quan Ngư Triều Ân gièm pha nên bị cách chức. Lý Quang Bật được cử ra thay Tử Nghi. Hoài Ân vẫn làm Phó sứ của Quang Bật, được phong làm Đại Ninh quận vương. Ông giúp Lý Quang Bật chặn đứng đợt tấn công lớn của vua Yên mới là Sử Tư Minh (giành ngôi của An Khánh Tự) tại Hà Dương.
Bộc Cố Hoài Ân thường cư xử ôn hòa với cấp dưới, dù ai sai trái ông không để bụng. Trong khi đó Lý Quang Bật lại đối xử rất nghiêm khắc với quân sĩ. Điều đó khiến ông không vừa lòng với Quang Bật. Do đó đôi lần ông không làm theo chỉ huy của Quang Bật.
Sau trận Hà Dương, hoạn quan Ngư Triều Ân ghen ghét Quang Bật, tâu với Đường Túc Tông rằng quân Yên ô hợp, còn Bộc Cố Hoài Ân cũng tâu về rằng quân Yên không mạnh nên Quang Bật mới đánh được. Vì thế Túc Tông nhất định bắt Quang Bật phải ra quân thu phục Lạc Dương lần thứ hai.
Quang Bật bất đắc dĩ phải ra quân năm 761, đụng đầu với Sử Tư Minh ở Mang Sơn, phía tây bắc Lạc Dương. Bộc Cố Hoài Ân không theo sự chỉ huy của Lý Quang Bật, là một nguyên nhân khiến quân Đường bị thua lớn. Tuy nhiên Đường Túc Tông theo lời gièm của Ngư Triều Ân, chỉ giáng chức Quang Bật, còn Hoài Ân lại cho là người có công, không những không bị giáng tội mà được phong làm Thượng thư bộ Công.

### Thu hồi Lạc Dương lần thứ hai
Tuy nhiên sau khi đắc thắng ở Mang Sơn, Sử Tư Minh lại bị con trưởng là Sử Triều Nghĩa giết chết vì việc thừa kế. Chính quyền Đại Yên suy yếu vì tàn sát nội bộ.
Năm 762, Đường Túc Tông và thượng hoàng Huyền Tông đều qua đời. Thái tử Lý Dự lên nối ngôi, tức là Đường Đại Tông. Sau khi củng cố lại lực lượng, Đường Đại Tông quyết định ra quân đánh Yên. Do Đại Tông vẫn không có ý tin tưởng Quách Tử Nghi, còn Lý Quang Bật vừa thua trận bị giáng chức nên Bộc Cố Hoài Ân được chọn làm tướng ra trận cùng Binh mã đại nguyên soái, Ung vương Lý Thích. Ông được phong làm Tiết độ sứ hành doanh phương bắc, cùng Quách Anh Nhân ra trận.
Tháng 10, Bộc Cố Hoài Ân thống lĩnh các đạo quân phía bắc, Hà Đông và quân Hồi Hột tổ chức tổng tấn công Sử Triều Nghĩa ở Lạc Dương. Triều Nghĩa không chống cự nổi, nhanh chóng bại trận, bỏ chạy lên phía bắc và sang đầu năm 763 bị tiêu diệt hoàn toàn.
Các Tiết độ sứ cũ của Sử Triều Nghĩa xin hàng. Bộc Cố Hoài Ân sợ nếu dẹp hết các thế lực từng theo Đại Yên trước đây xong thì triều đình không còn trọng dụng mình nữa, nên đã đề nghị nhà Đường cho giữ lại những bộ tướng cũ của họ An và họ Sử như Tiết Khao, Lý Bảo Thần để họ cai quản mấy trấn vùng Hà Bắc. Đường Đại Tông vì muốn nhanh chóng khôi phục nền thái bình nên chấp nhận kiến nghị đó.
Do có công chấm dứt loạn An Sử, Bộc Cố Hoài Ân được phong làm Thượng thư Tả bộc xạ, Trung thư lệnh, Tiết độ sứ phương bắc, Phó nguyên soái Hà Bắc.

## Phản nhà Đường
Bộc Cố Hoài Ân theo lệnh của Đại Tông tiễn Đại Hãn nước Hồi Hột về nước. Khi đi qua Thái Nguyên, thống soái Thái Nguyên là Tân Vân Kinh nghi ngờ ông thông đồng với vua Hồi Hột để làm phản nên nhất định không mở thành nghênh đón ở Phần châu. Đồng thời, Tân Vân Kinh lại nói việc này với Phụng Lạc Tiên. Lạc Tiên vốn có hiềm khích với Hoài Ân, bèn tìm cách hại ông.
Phụng Tiên về kinh tâu với Đại Tông rằng Bộc Cố Hoài Ân mưu phản triều đình. Hoài Ân dâng biểu xin chém Tân Vân Kinh và Lạc Phụng Tiên vu cáo, nhưng Đại Tông xét hai người có công nên không trị tội. Điều đó khiến Hoài Ân bất bình. Đường Đại Tông sai sứ đến chỗ Hoài Ân triệu ông về triều, Hoài Ân e ngại nên không về.
Năm 764, trong tình cảnh bị ngờ vực, Bộc Cố Hoài Ân quyết định làm phản. Ông chiếm cứ Hà Đông chống lại triều đình. Tháng 7 năm đó Quách Tử Nghi được phong làm Tiết độ sứ Sóc Phương đi đánh Hoài Ân. Các thủ hạ của Hoài Ân đều là quân cũ dưới quyền Tử Nghi, nghe tin Tử Nghi đến bèn bỏ Hoài Ân theo hàng.
Hoài Ân cô thế, dẫn 300 quân chạy đến Linh Vũ, lôi kéo các bộ lạc Hồi Hột, Thổ Phiên chống nhà Đường. Tổng số quân hai bộ lạc có 10 vạn người, vòng qua Mân châu tiến sát đến Phụng Thiên. Đường Đại Tông lại sai Tử Nghi đi đánh. Quân Hồi Hột và Thổ Phiên nghe uy danh Tử Nghi đều sợ, tự rút lui về.
Tháng 9 năm 765, Bộc Cố Hoài Ân lại dẫn quân các bộ tộc Hồi Hột, Thổ Phiên, Đảng Hạng, nói dối họ là Quách Tử Nghi đã qua đời nên cùng nhau vào đánh nhà Đường. Các bộ tộc theo Hoài Ân tập hợp được 30 vạn quân tấn công. Kinh thành Trường An lại bị uy hiếp. Quách Tử Nghi mang quân ra Kim Dương bảo vệ kinh thành.
Giữa lúc hai bên đang cầm cự thì Bộc Cố Hoài Ân đột nhiên lâm bệnh qua đời, không rõ bao nhiêu tuổi. Cái chết của ông khiến quan hệ giữa Thổ Phiên và Hồi Hột rạn nứt. Quách Tử Nghi đã tận dụng vết nứt đó lôi kéo Hồi Hột liên minh với nhà Đường đánh lui Thổ Phiên.